# Two Gates of Sleep
Pour plus de détails, voir Fiche technique et Distribution.
Two Gates of Sleep est un film américain écrit, réalisé et monté par Alistair Banks Griffin et sorti le 1er avril 2011.

## Synopsis
À la frontière du Mississippi et de la Louisiane, deux frères, Jack et Louis attendent la mort de leur mère. Celle-ci décédée, il se mettent en route à travers la rivière et les bayous avec le cercueil de cette dernière...  

## Fiche technique
- Titre : Two Gates of Sleep
- Réalisation : Alistair Banks Griffin
- Scénario : Alistair Banks Griffin
- Direction artistique : Kris Moran
- Décors : William Logan
- Costumes : Lisa Hennessy
- Photographie : Jody Lee Lipes
- Montage : Brady Corbet et Alistair Banks Griffin
- Musique : Daniel Bensi et Saunder Jurriaans
- Production : Josh Mond, Andrew Renzi
- Société(s) de production : Borderline Films
- Société(s) de distribution :  : Factory 25
- Pays d'origine :  États-Unis
- Langue : Anglais
- Format : Couleurs - 35mm - 2.35:1 -  Son Dolby numérique
- Genre cinématographique : dramatique
- Durée : 80 minutes
- Date de sortie :
- France : 18 mai 2010 (Quinzaine des réalisateurs 2010)
- États-Unis : 1er avril 2011
  -  France : 14 décembre 2011

## Distribution
- Brady Corbet : Jack
- David Call : Louis
- Ross Francis : le chasseur
- Ritchie Montgomery : le Dr Benjamin
- Lindsay Soileau : Dell
- Karen Young : Bess

## Distinctions
- 2011 : Grand prix du nouveau talent à Alistair Banks Griffin à CPH:PIX.

## Réception critique
Two Gates of Sleep reçoit des critiques mitigées. L'agrégateur Metacritic donne ainsi une note de 34 sur 100 .